# Lensia hostile
Lensia hostile is een hydroïdpoliep uit de familie Diphyidae. De poliep komt uit het geslacht Lensia. Lensia hostile werd in 1941 voor het eerst wetenschappelijk beschreven door Totton. 